# Maria Hasse
Maria-Viktoria Hasse (30 de maig de 1921 - 10 de gener de 2014) va ser una matemàtica alemanya que es va convertir en la primera professora en la facultat de matemàtiques i ciències de la TU Dresden. Va escriure llibres sobre teoria de conjunts i teoria de categories, i és coneguda com un dels homònims del teorema de Gallai-Hasse-Roy-Vitaver en la coloració de grafs.

## Educació i carrera
Nascuda a Warnemünde, Hasse va anar al Gymnasium a Rostock, i després d'un trimestre al Reichsarbeitsdienst de 1939 a 1940, va estudiar matemàtiques, física i filosofia a la Universitat de Rostock i a la Universitat de Tübingen de 1940 a 1943, obtenint un diploma l'any 1943 a Rostock. Va continuar allà com a assistent i conferenciant, obtenint un doctorat l'any 1949 i una habilitació el 1954. La seva tesi doctoral, Über eine singuläre Intergralgleichung 1. Art mit logarithmischer Unstetigkeit va ser supervisada per Hans Schubert (sobre una equació integral singular del primer tipus amb discontinuïtat logarítmica); la seva tesi d'habilitació va ser Über eine Hillsche Differentialgleichung (sobre l'equació diferencial de Hill). Va treballar com a professora d'àlgebra a la TU Dresden des de 1954 fins que es va jubilar l'any 1981.

## Aportacions
Amb Lothar Michler, Hasse va escriure Theorie der Kategorien (Deutscher Verlag, 1966). També va escriure Grundbegriffe der Mengenlehre und Logik (Conceptes bàsics de la teoria de conjunts i de la lògica) (Harri Deutsch, 1968).
En la teoria de la coloració gràfica, el teorema de Gallai – Hasse – Roy – Vitaver proporciona una dualitat entre les coloracions dels vèrtexs d'un graf i les orientacions de les seves arestes. Indica que el nombre mínim de colors necessaris en una coloració és igual al nombre de vèrtexs de la ruta més llarga, en una orientació triada per minimitzar la longitud d'aquesta ruta. Va ser declarat l'any 1958 en un llibre de text de teoria de grafs de Claude Berge, i publicat independentment per Hasse, Tibor Gallai, B. Roy i L. Vitaver. La publicació d'aquest resultat de Hasse va ser la segona cronològicament, l'any 1965.